# Вербное (Приморский край)
Ве́рбное — село в Дальнереченском районе Приморского края, входит в состав Малиновского сельского поселения.

## География
Село Вербное находится к юго-востоку от Дальнереченска, на правом берегу реки Малиновка при впадении в неё слева реки Быстрая.
Село стоит на автодороге Дальнереченск — Ариадное — Кокшаровка (Чугуевский район Приморского края) между сёлами Зимники и Малиново.
Расстояние от села Вербное до районного центра города Дальнереченск около 79 км.

## История
В 1964 году указом Президиума Верховного Совета РСФСР хутор Орехово переименован в село Вербное.

## Население
| 2002 | 2010 |
| ---- | ---- |
| 22   | ↘14  |

## Улицы
В селе имеются две улицы: Липецкая и Центральная.

## Экономика
Жители занимаются сельским хозяйством.